# 卡斯泰尔雅卢
卡斯泰尔雅卢（法語：Casteljaloux，法語發音：[kastɛlʒalu]），法国西南部城市，新阿基坦大区洛特-加龙省的一个市镇，隶属于内拉克区，其市镇面积为30.59平方公里，2022年1月1日时人口数量为4,639人，在法国城市中排名第2,445位。
卡斯泰尔雅卢位于洛特-加龙省西部，阿旺斯河畔，是一个区域性的中心城市，因其境内的克拉朗湖（lac de Clarens）及附近的水疗中心而闻名，多条干线公路在卡斯泰尔雅卢交汇。

## 地名来源
“Casteljaloux”一名来源尚存在争议。根据当地旅游局网站的论述，“Casteljaloux”由“Castel”和“Jaloux”两部分构成：其中“Castel”一般认为出自拉丁语“castrum”；“jaloux”则可能出自“gelo”或“gelù”，意为“寒冷”；亦可能直接转写自“jaloux”，意为“嫉妒”，可能与当地历史上某位领主的情妇有关。在19世纪初，卡斯泰尔雅卢的官方名称曾被拼写为“Castel-Jaloux”。
卡斯泰尔雅卢所处区域历史上曾通行奥克语，“Casteljaloux”对应的奥克语拼写为“Castèlgelós”。
因翻译标准不同，“Casteljaloux”在部分汉语资料中被译为卡斯特尔雅卢。

## 历史

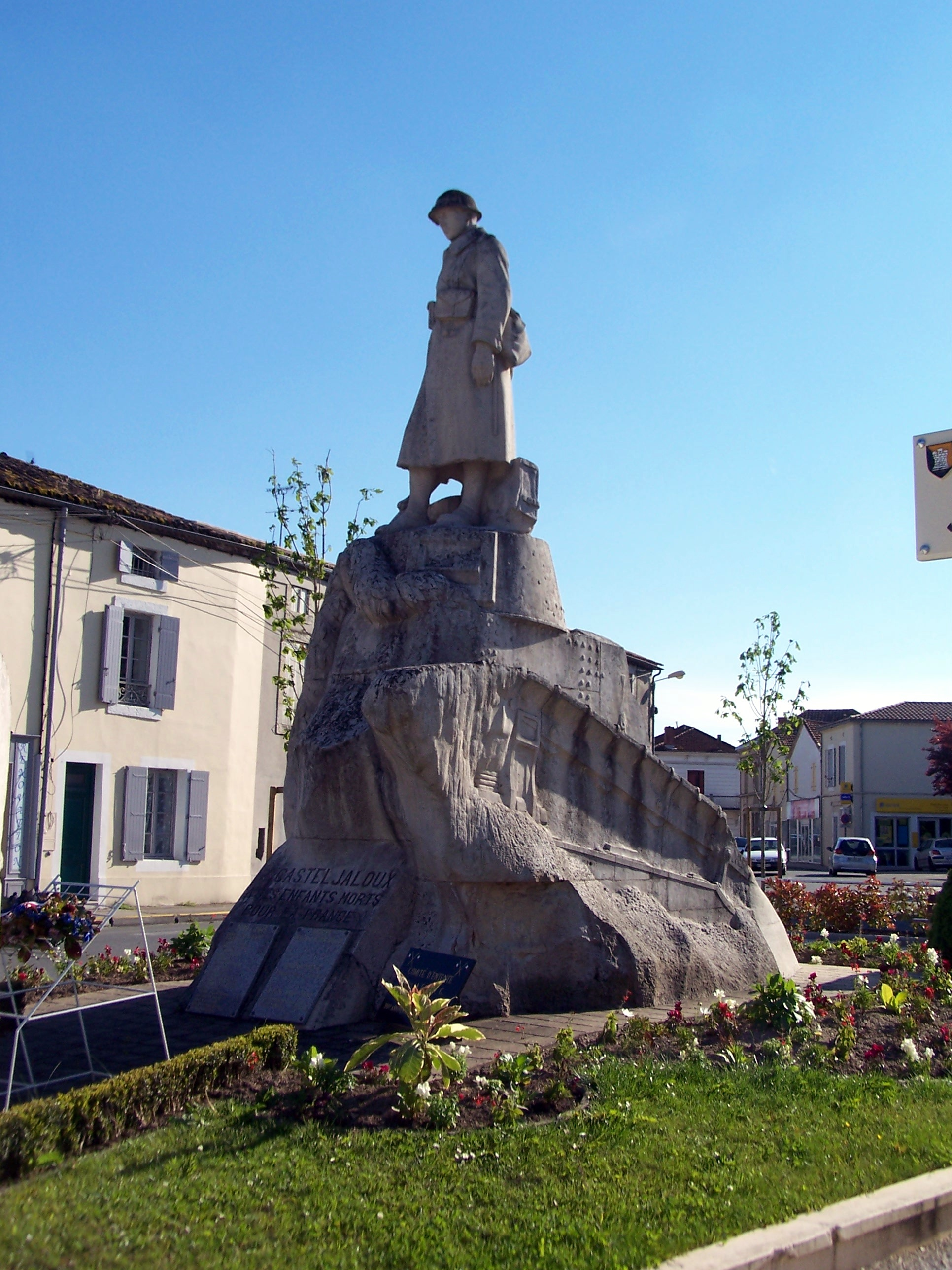
卡斯泰尔雅卢烈士纪念碑

卡斯泰尔雅卢始建于中世纪中期，彼时该地为阿基坦公国的一部分。公元11世纪时，卡斯泰尔雅卢被阿爾布雷家族控制。14世纪初，在拉索沃马热尔修道院的支持下，领主贝尔纳·埃齐五世在卡斯泰尔雅卢兴建了教堂。公元16世纪时，纳瓦拉及旺多姆公爵夫人胡安娜三世兴建卡斯泰尔雅卢城堡。1550年，纳瓦拉国王恩里克二世创建阿尔布雷公国成立，卡斯泰尔雅卢是该公国的四个行政中心之一。宗教战争期间，卡斯泰尔雅卢遭到严重破坏，当地的科德利埃教会与圣母教堂长期对立，并在1558年发生激烈的斗争。1636年，在黎塞留的要求下，卡斯泰尔雅卢城墙被拆毁。1651年，法兰西国王路易十四将卡斯泰尔雅卢及阿尔布雷转给了弗雷德里克·莫里斯·德·拉图尔多韦涅，以获得色当亲王国。17世纪末期，卡斯泰尔雅卢逐渐恢复平静，当地的圣母教堂得以恢复重建。法国大革命后，卡斯泰尔雅卢成为洛特-加龙省的一个市镇，并在1790至1795年间为该省的一个地区行署。吕皮亚克（Lupiac）在1806年（或者更早）并入卡斯泰尔雅卢。1841年，圣热尔韦（Saint-Gervais）亦整体并入卡斯泰尔雅卢。1891年，连接马尔芒德和卡斯泰尔雅卢之间的铁路建成通车，该铁路后成为马尔芒德－蒙德马桑铁路的一部分。1938年，该铁路停止客运服务，并于1971年被彻底废弃。第二次世界大战期间，卡斯泰尔雅卢接纳了来自沦陷区阿尔萨斯屈奈姆的居民，二战后，两地间举办了多次联谊活动。2022年，卡斯泰尔雅卢境内的废弃铁路被改建为健身绿道。

## 地理

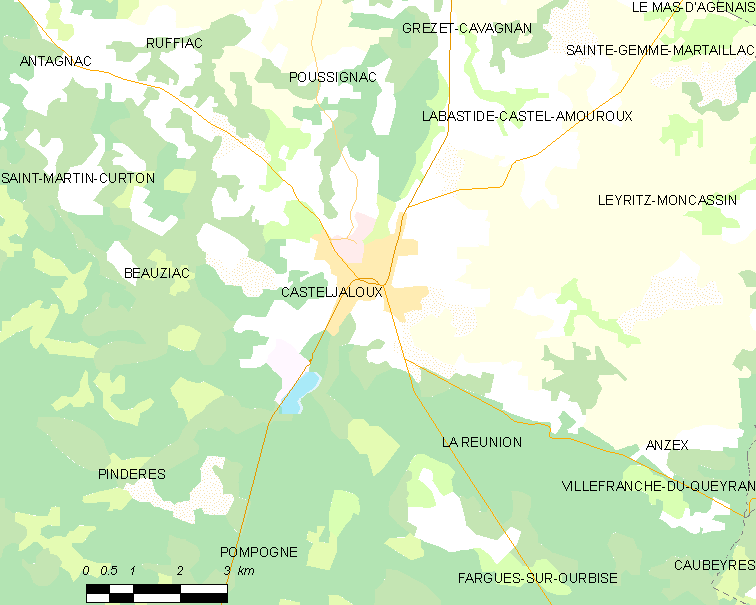
卡斯泰尔雅卢市镇范围地图

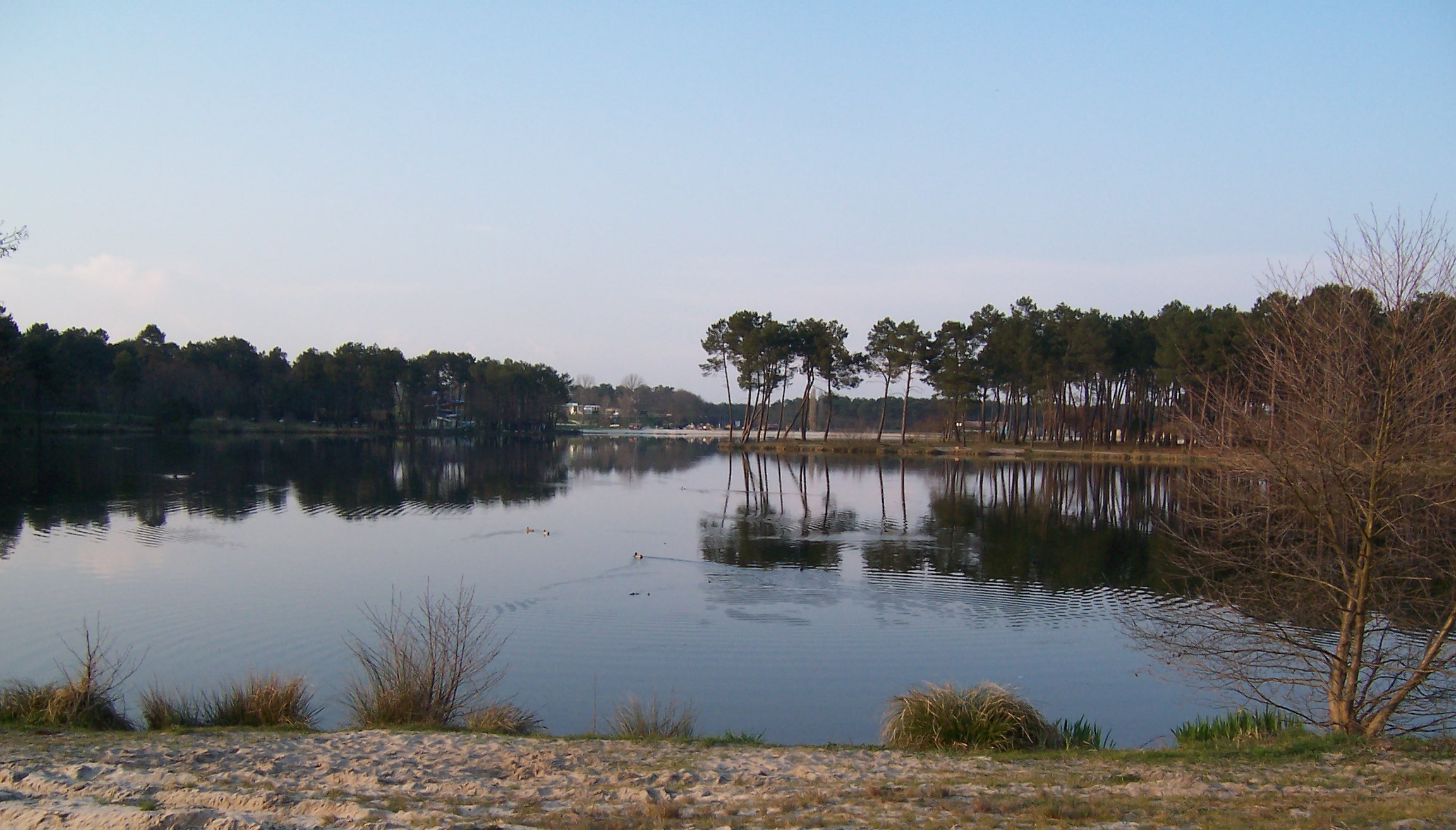
克拉朗湖

卡斯泰尔雅卢位于法国西南部，新阿基坦大区中南部和洛特-加龙省西部，距离省会阿让大约51公里。与卡斯泰尔雅卢接壤的市镇包括：普西尼亚克、卡斯泰勒阿穆鲁堡、博济亚克、潘代尔、莱里茨-蒙卡桑、蓬波涅和拉雷于尼翁。

### 地形
卡斯泰尔雅卢位于阿基坦盆地腹地，凯朗地区北部，境内以平原为主，市镇中心地势较为平坦，东部地区略有起伏，全境海拔在55到168米之间。

### 水文
卡斯泰尔雅卢位于加龙河流域范围内，阿旺斯河自南向北流经镇中心。阿旺斯河左岸支流博济亚克溪（ruisseau de Beauziac）和右岸支流库佩溪（ruisseau de Coupey）分别流经市区北部和南部。
克拉朗湖（lac de Clarens）位于市区南部，后者是一处天然湖泊，现为卡斯泰尔雅卢的一处城市休闲公园，附近建有赌场及水疗中心。

### 植被
卡斯泰尔雅卢属于温带阔叶混交林区，林地主要分布于河流附近以及市镇范围西部地区。
在鲜花城市的评比中，卡斯泰尔雅卢被评为2星级鲜花城市。

### 气候
卡斯泰尔雅卢在柯本气候分类法中属于温带海洋性气候。
距离卡斯泰尔雅卢最近的常年气象站位于圣马丁屈尔通境内，以下为该气象站的数据（其中日照数据取自阿让气象站）：
| 圣马丁屈尔通 1981年－2019年 | 圣马丁屈尔通 1981年－2019年 | 圣马丁屈尔通 1981年－2019年 | 圣马丁屈尔通 1981年－2019年 | 圣马丁屈尔通 1981年－2019年 | 圣马丁屈尔通 1981年－2019年 | 圣马丁屈尔通 1981年－2019年 | 圣马丁屈尔通 1981年－2019年 | 圣马丁屈尔通 1981年－2019年 | 圣马丁屈尔通 1981年－2019年 | 圣马丁屈尔通 1981年－2019年 | 圣马丁屈尔通 1981年－2019年 | 圣马丁屈尔通 1981年－2019年 | 圣马丁屈尔通 1981年－2019年 |
| 月份                        | 1月                         | 2月                         | 3月                         | 4月                         | 5月                         | 6月                         | 7月                         | 8月                         | 9月                         | 10月                        | 11月                        | 12月                        | 全年                        |
| --------------------------- | --------------------------- | --------------------------- | --------------------------- | --------------------------- | --------------------------- | --------------------------- | --------------------------- | --------------------------- | --------------------------- | --------------------------- | --------------------------- | --------------------------- | --------------------------- |
| 历史最高温 °C（°F）         | 19.5 (67.1)                 | 23.6 (74.5)                 | 27 (81)                     | 29.5 (85.1)                 | 33.9 (93.0)                 | 38.6 (101.5)                | 38.6 (101.5)                | 40.9 (105.6)                | 36.5 (97.7)                 | 32.6 (90.7)                 | 25.5 (77.9)                 | 22.2 (72.0)                 | 40.9 (105.6)                |
| 平均高温 °C（°F）           | 9.3 (48.7)                  | 11.1 (52.0)                 | 14.7 (58.5)                 | 17.2 (63.0)                 | 21.2 (70.2)                 | 24.7 (76.5)                 | 27.2 (81.0)                 | 27.3 (81.1)                 | 24.1 (75.4)                 | 19.2 (66.6)                 | 13 (55)                     | 9.6 (49.3)                  | 18.2 (64.8)                 |
| 日均气温 °C（°F）           | 5.7 (42.3)                  | 6.7 (44.1)                  | 9.6 (49.3)                  | 11.8 (53.2)                 | 15.7 (60.3)                 | 18.9 (66.0)                 | 21.1 (70.0)                 | 21.1 (70.0)                 | 18.2 (64.8)                 | 14.4 (57.9)                 | 9.1 (48.4)                  | 6.2 (43.2)                  | 13.2 (55.8)                 |
| 平均低温 °C（°F）           | 2.1 (35.8)                  | 2.4 (36.3)                  | 4.6 (40.3)                  | 6.4 (43.5)                  | 10.1 (50.2)                 | 13.1 (55.6)                 | 14.9 (58.8)                 | 15 (59)                     | 12.3 (54.1)                 | 9.6 (49.3)                  | 5.2 (41.4)                  | 2.8 (37.0)                  | 8.2 (46.8)                  |
| 历史最低温 °C（°F）         | −15.7 (3.7)                 | −12.5 (9.5)                 | −9 (16)                     | −3 (27)                     | 1.5 (34.7)                  | 4 (39)                      | 7.6 (45.7)                  | 7 (45)                      | 3.4 (38.1)                  | −2.5 (27.5)                 | −7.2 (19.0)                 | −9.6 (14.7)                 | −15.7 (3.7)                 |
| 平均降水量 mm（）           | 73.3 (2.89)                 | 64.2 (2.53)                 | 64 (2.5)                    | 83.1 (3.27)                 | 77.3 (3.04)                 | 58.9 (2.32)                 | 50.8 (2.00)                 | 65.4 (2.57)                 | 61.8 (2.43)                 | 79.8 (3.14)                 | 85 (3.3)                    | 79.4 (3.13)                 | 843 (33.2)                  |
| 月均日照時數                | 77.5                        | 110.1                       | 172.6                       | 182.3                       | 213.6                       | 232.1                       | 255.4                       | 242.3                       | 204.9                       | 138.2                       | 84                          | 69.4                        | 1,982.4                     |
| 来源：infoclimat.fr         |                             |                             |                             |                             |                             |                             |                             |                             |                             |                             |                             |                             |                             |

## 行政区划

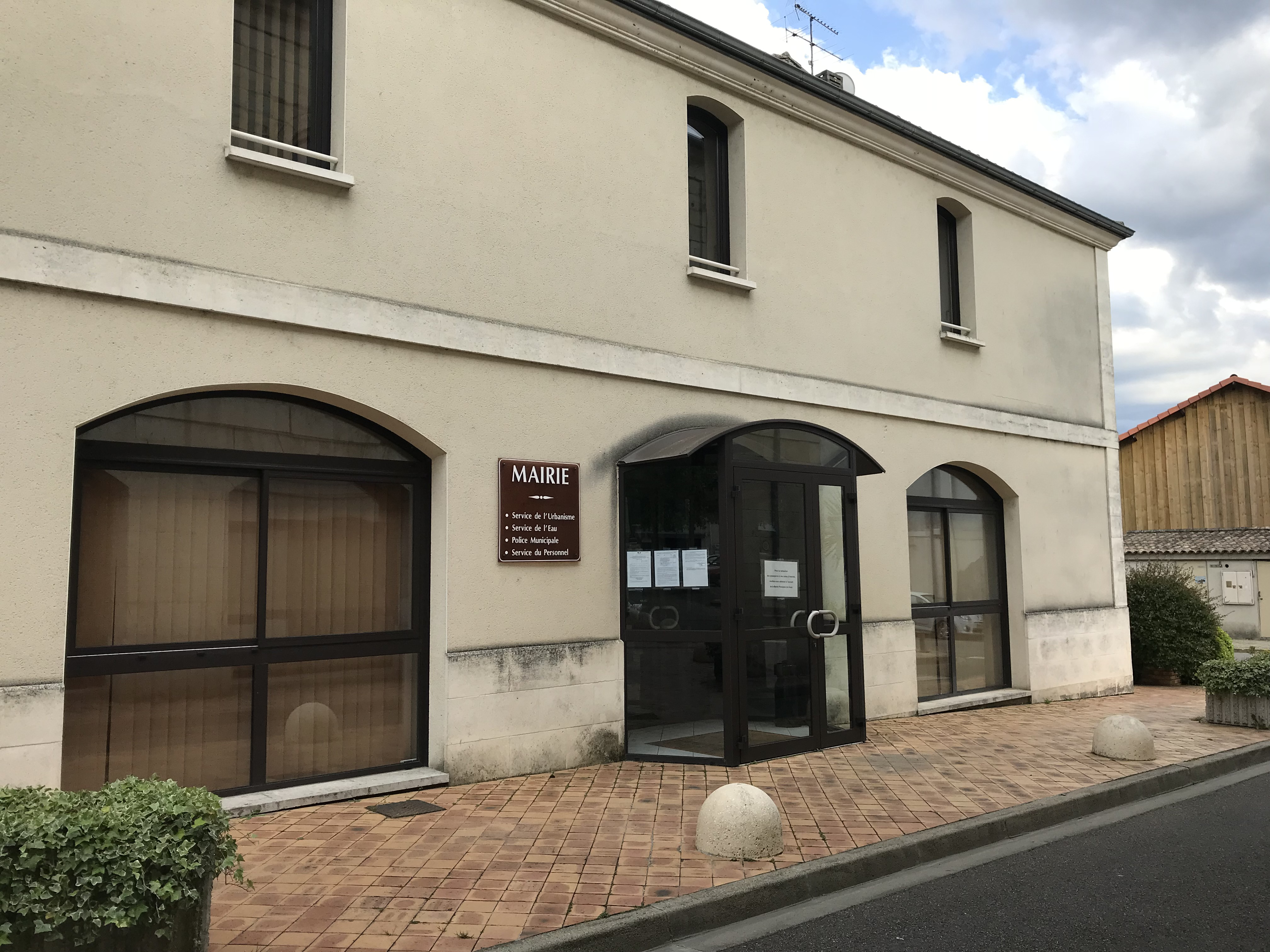
市政府办公楼

卡斯泰尔雅卢的市镇编号为47052，邮政编号为47700。
在行政管理方面，卡斯泰尔雅卢隶属于法国新阿基坦大区洛特-加龙省内拉克区；在地方选举方面，卡斯泰尔雅卢是加斯科涅森林县的中央投票站所在地，其市镇范围全境被划入洛特-加龙省第二选区；在社会管理方面，卡斯泰尔雅卢是加斯科涅莱科托-朗德市镇公共社区的组成部分。
截至2023年2月，卡斯泰尔雅卢市镇范围内暂无城市敏感街区及城市政策优先街区。
法国国家统计与经济研究所（简称）在进行数据统计时，将卡斯泰尔雅卢单独设为卡斯泰尔雅卢城市核心区（Unité urbaine de Casteljaloux），并将包括核心区在内的周边共8个市镇划为卡斯泰尔雅卢城市区。自2020年起，卡斯泰尔雅卢城市区被包含14个市镇的卡斯泰尔雅卢城市辐射区代替。此外，还将卡斯泰尔雅卢市镇整体看作一个“块区”（IRIS），以便于统计人口分布情况。

## 交通

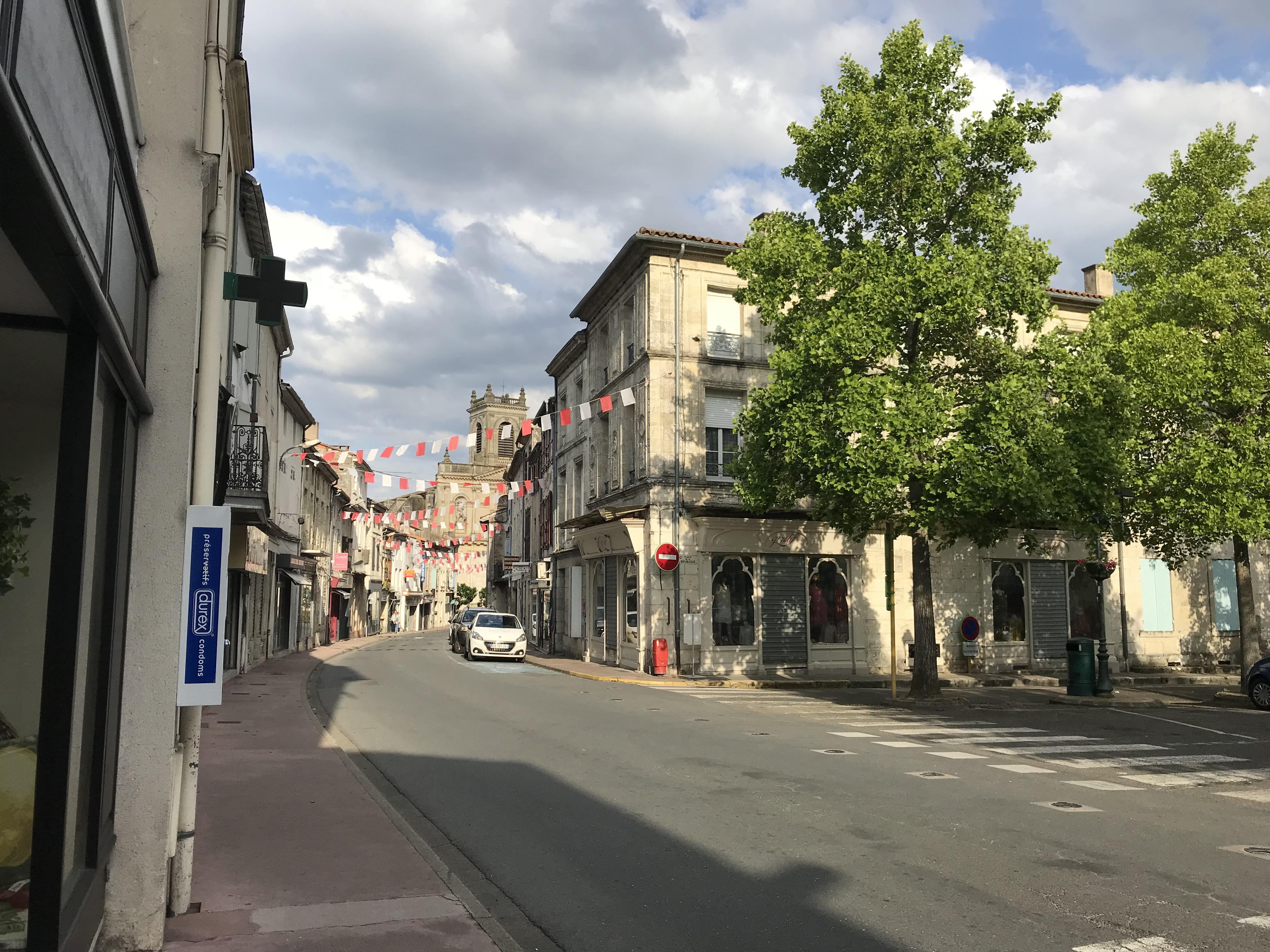
卡斯泰尔雅卢镇中心的格朗德街

### 公路
洛特-加龙省省道D6线、D11线、D230线、D252线、D261线、D291线、D655线和D933线在卡斯泰尔雅卢境内交汇。新阿基坦大区下属的城际客运提供巴士线路，可前往马尔芒德。
| 5 | 15 |

| 6 | 18 |

| 阿让 | 51 |

| 内拉克 | 30 |

| 马尔芒德 | 24 |

| 托南斯 | 23 |

| 蒙德马桑 | 74 |

| 朗贡 | 41 |

2019年，63.4%的卡斯泰尔雅卢家庭拥有至少一辆私人汽车。2019年，卡斯泰尔雅卢境内共发生各类交通事故1起，造成1人受伤，其中1人重伤。

### 铁路
途径卡斯泰尔雅卢的马尔芒德－蒙德马桑铁路已于1971年彻底关闭，部分路段被改建为人行健身道。
距离卡斯泰尔雅卢最近的运营中的客运铁路车站为23公里外的马尔芒德站及艾居永站，两站均停靠往返于阿让和波尔多一线的区域列车。

### 航空
距离卡斯泰尔雅卢最近的民用航空站为阿让机场，距离卡斯泰尔雅卢市中心的公路里程约54公里。

### 城市公共交通
截至2023年2月，卡斯泰尔雅卢暂无城市公共交通系统。

## 政治

### 市政内阁

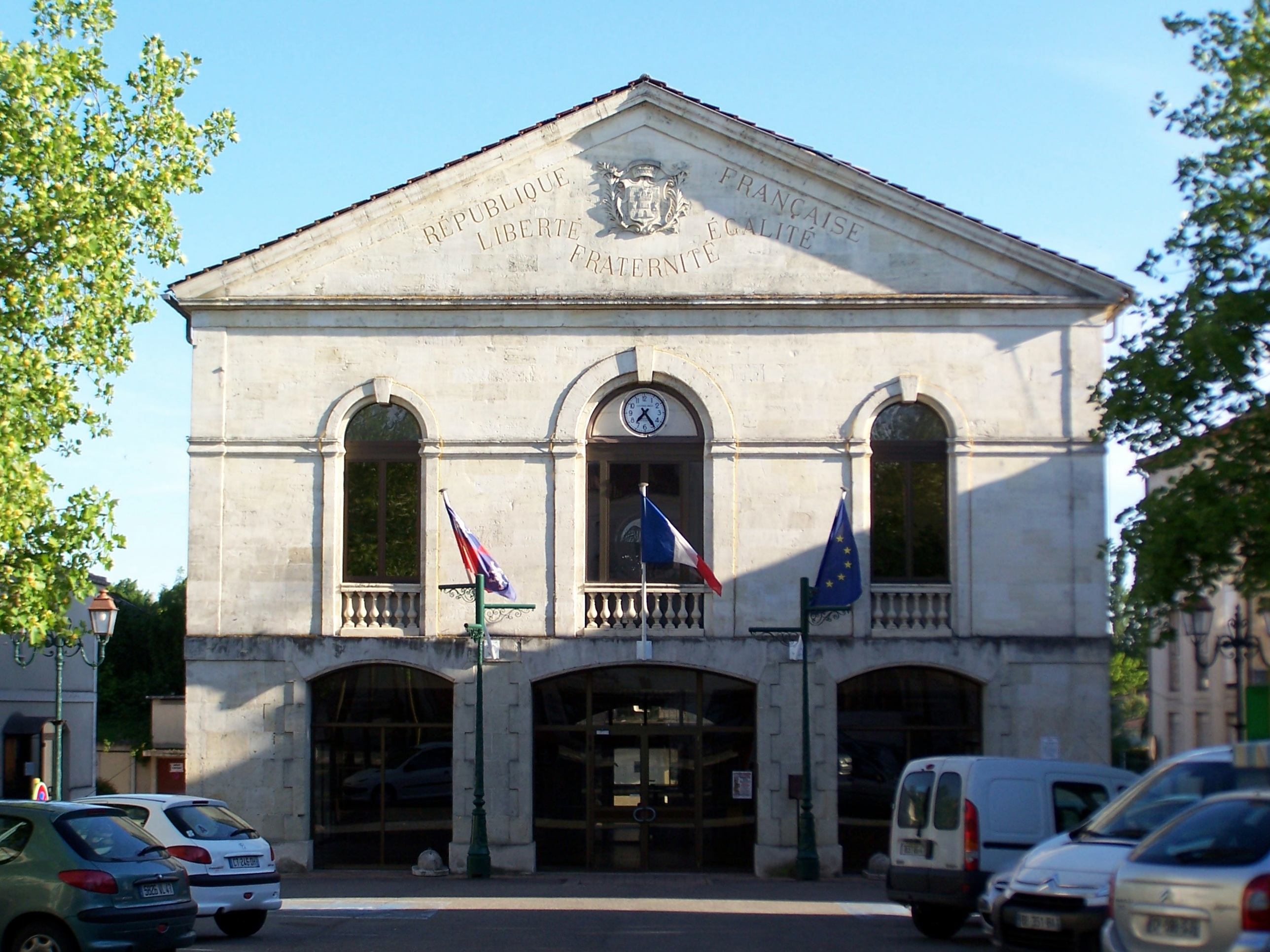
卡斯泰尔雅卢市政厅

卡斯泰尔雅卢的现任市长为朱莉·卡斯蒂洛女士（Julie CASTILLO），她是共和国前进！的一名成员，在2020年的市政选举中获得了65.51%的支持率。
| 卡斯泰尔雅卢历届市长 | 卡斯泰尔雅卢历届市长               | 卡斯泰尔雅卢历届市长             |
| 任期                 | 市长                               | 党派                             |
| -------------------- | ---------------------------------- | -------------------------------- |
| 1944年－1945年       | Daniel BLANCHARD 达尼埃尔·布朗沙尔 | 不详                             |
| 1945年－1952年       | Pierre DUFFIET 皮埃尔·迪菲耶       | PCF法国共产党                    |
| 1953年－1954年       | Adrien REMEYSE 阿德里安·勒梅斯     | 不详                             |
| 1954年－1979年       | Joseph TURROQUES 约瑟夫·蒂罗克     | CNIP全国独立人士与农民中心       |
| 1980年－1995年       | José BÈS 若塞·贝斯                 | RPR保衛共和聯盟                  |
| 1995年－2017年       | Jean–Claude GUÉNIN 让-克洛德·盖南  | UDF法国民主联盟 →UMP人民运动联盟 |
| 2017年－             | Julie CASTILLO 朱莉·卡斯蒂洛       | LR共和黨 →LREM复兴               |

### 各级选举
| 卡斯泰尔雅卢历届投票选举结果 | 卡斯泰尔雅卢历届投票选举结果 | 卡斯泰尔雅卢历届投票选举结果 | 卡斯泰尔雅卢历届投票选举结果 | 卡斯泰尔雅卢历届投票选举结果 | 卡斯泰尔雅卢历届投票选举结果 | 卡斯泰尔雅卢历届投票选举结果 | 卡斯泰尔雅卢历届投票选举结果 | 卡斯泰尔雅卢历届投票选举结果 | 卡斯泰尔雅卢历届投票选举结果 |
| 选举项目                     | 选举范围                     | 选区单位                     | 选区单位内的选举结果         | 选区单位内的选举结果         | 选区单位内的选举结果         | 选区单位内的选举结果         | 选区单位内的选举结果         | 选区单位内的选举结果         | 参考资料                     |
| 选举项目                     | 选举范围                     | 选区单位                     | 第一轮胜出者                 | 第一轮胜出者                 | 支持率                       | 第二轮胜出者                 | 第二轮胜出者                 | 支持率                       | 参考资料                     |
| ---------------------------- | ---------------------------- | ---------------------------- | ---------------------------- | ---------------------------- | ---------------------------- | ---------------------------- | ---------------------------- | ---------------------------- | ---------------------------- |
| 2017年法國總統選舉           | 法國                         | 市镇                         |                              | 玛丽娜·勒庞                  | 21.93%                       |                              | 埃马纽埃尔·马克龙            | 59.86%                       | [ 32 ]                       |
| 2017年法国立法选举           | 洛特-加龙省第二选区          | 市镇                         |                              | 亚历山大·弗雷斯奇            | 32.15%                       |                              | 亚历山大·弗雷斯奇            | 61.49%                       | [ 32 ]                       |
| 2019年欧洲议会选举           | 法國                         | 市镇                         |                              | 若尔当·巴尔代拉              | 29.7%                        | （不适用）                   | （不适用）                   | （不适用）                   | [ 34 ]                       |
| 2021年法国省级选举           | 洛特-加龍省                  | 县                           |                              | 朱莉·卡斯蒂洛 艾姆里克·迪皮  | 48.96%                       |                              | 朱莉·卡斯蒂洛 艾姆里克·迪皮  | 59.36%                       | [ 35 ]                       |
| 2021年法国省级选举           | 洛特-加龍省                  | 市镇                         |                              | 朱莉·卡斯蒂洛 艾姆里克·迪皮  | 63.55%                       |                              | 朱莉·卡斯蒂洛 艾姆里克·迪皮  | 69.44%                       | [ 35 ]                       |
| 2021年法国大区选举           |                              | 市镇                         |                              | 埃迪·皮雅隆                  | 29.03%                       |                              | 阿兰·鲁塞                    | 36.78%                       | [ 36 ]                       |
| 2022年法国总统选举           | 法國                         | 市镇                         |                              | 玛丽娜·勒庞                  | 29%                          |                              | 玛丽娜·勒庞                  | 52.53%                       | [ 32 ]                       |
| 2022年法国立法选举           | 洛特-加龙省第二选区          | 市镇                         |                              | 亚历山大·弗雷斯奇            | 29.44%                       |                              | 埃莱娜·拉波特                | 38.56%                       | [ 32 ]                       |

## 人口
2019年，卡斯泰尔雅卢市镇人口数量为4,518，在法国排名第2,445位。其中男性2,057人，女性2,461人，75岁及以上人口占18.1%，外籍人口数量为103人，人口密度为148人/平方公里，当地居民被称为（男性）或（女性）。2020年，卡斯泰尔雅卢境内出生23人，死亡人口90人。
| 卡斯泰尔雅卢1901年－2020年人口变化情况 |
|                                        |
| 数据来源：Cassini、INSEE               |

## 经济
卡斯泰尔雅卢是一个区域性的中心城市。截止2023年2月，卡斯泰尔雅卢市镇范围内共有各类用人单位（包含自雇）881家，平均历史为17年，其中98.07%为中小型企业（PME），2022年12月至2023年2月间，当地的经济活力指数为0.68%。（大型零售）、（木制品生产）及（个人服务）是当地2021年营业额最高的三个企业，分别为34,709,677欧元、21,458,394欧元和19,218,348欧元。

## 财政与居民收入
2021年，卡斯泰尔雅卢的财政收入总额为6,333,830欧元，财政支出总额为6,126,100欧元，当年的债务总额为4,842,510欧元。2021年，卡斯泰尔雅卢市镇通过增值税获得49,530欧元的收入，此外当地还共获得了8,690欧元的国家直接财政补助。
2020年，卡斯泰尔雅卢的人均月收入总额为1,931欧元，其中高级职员为3,524欧元，低于法国平均水平（4,230欧元）；中级职员为2,388欧元，低于法国平均水平（2,411欧元）；普通职员为1,554欧元，亦低于法国平均水平（1,740欧元）。
2019年，卡斯泰尔雅卢境内的贫困率为18%，青壮年（15至64岁）失业率为16.5%；当地40.9%的家庭拥有纳税资格，平均纳税1,678欧元，低于法国平均水平（3,910欧元）。

## 社会事务

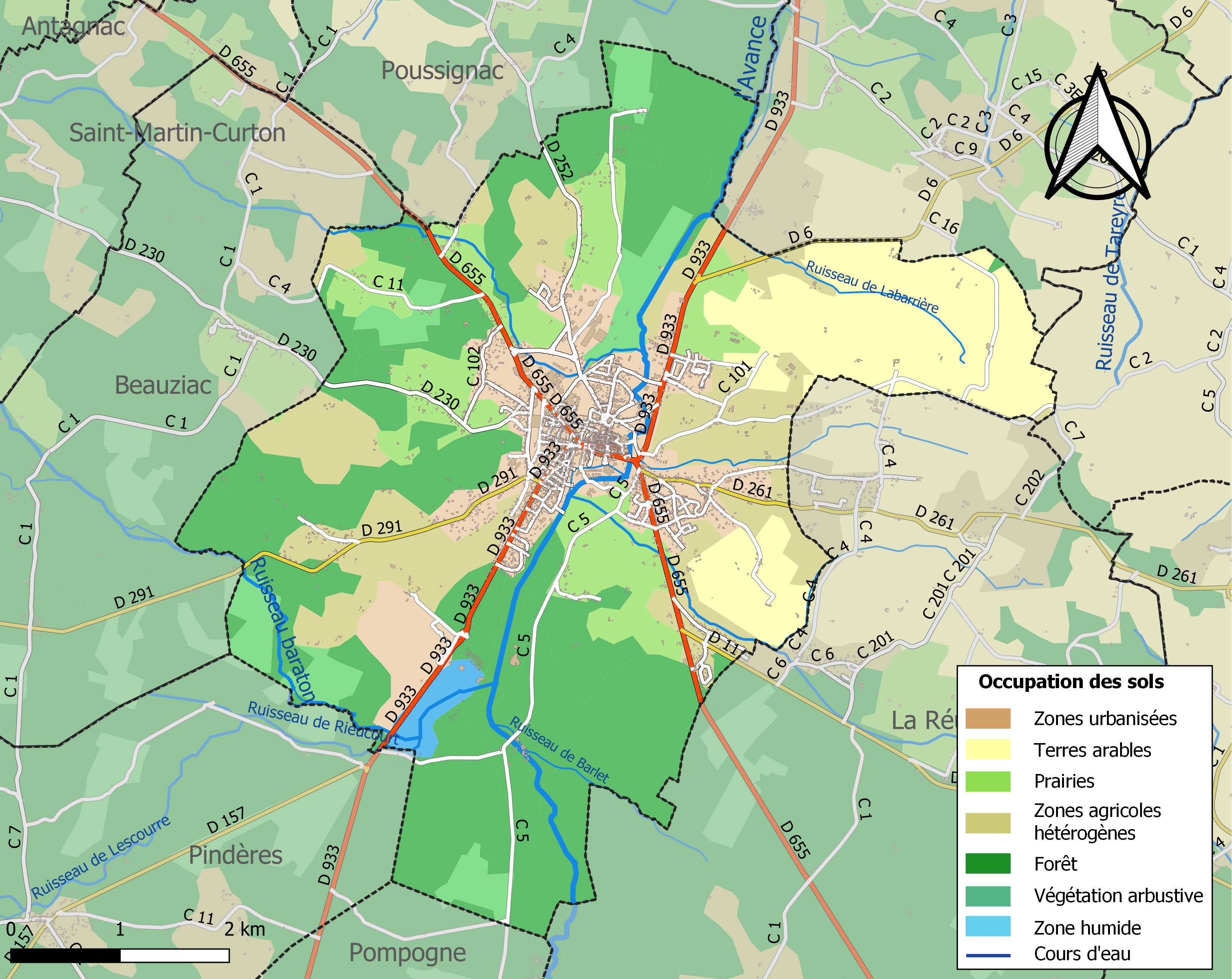
卡斯泰尔雅卢土地利用情况地图

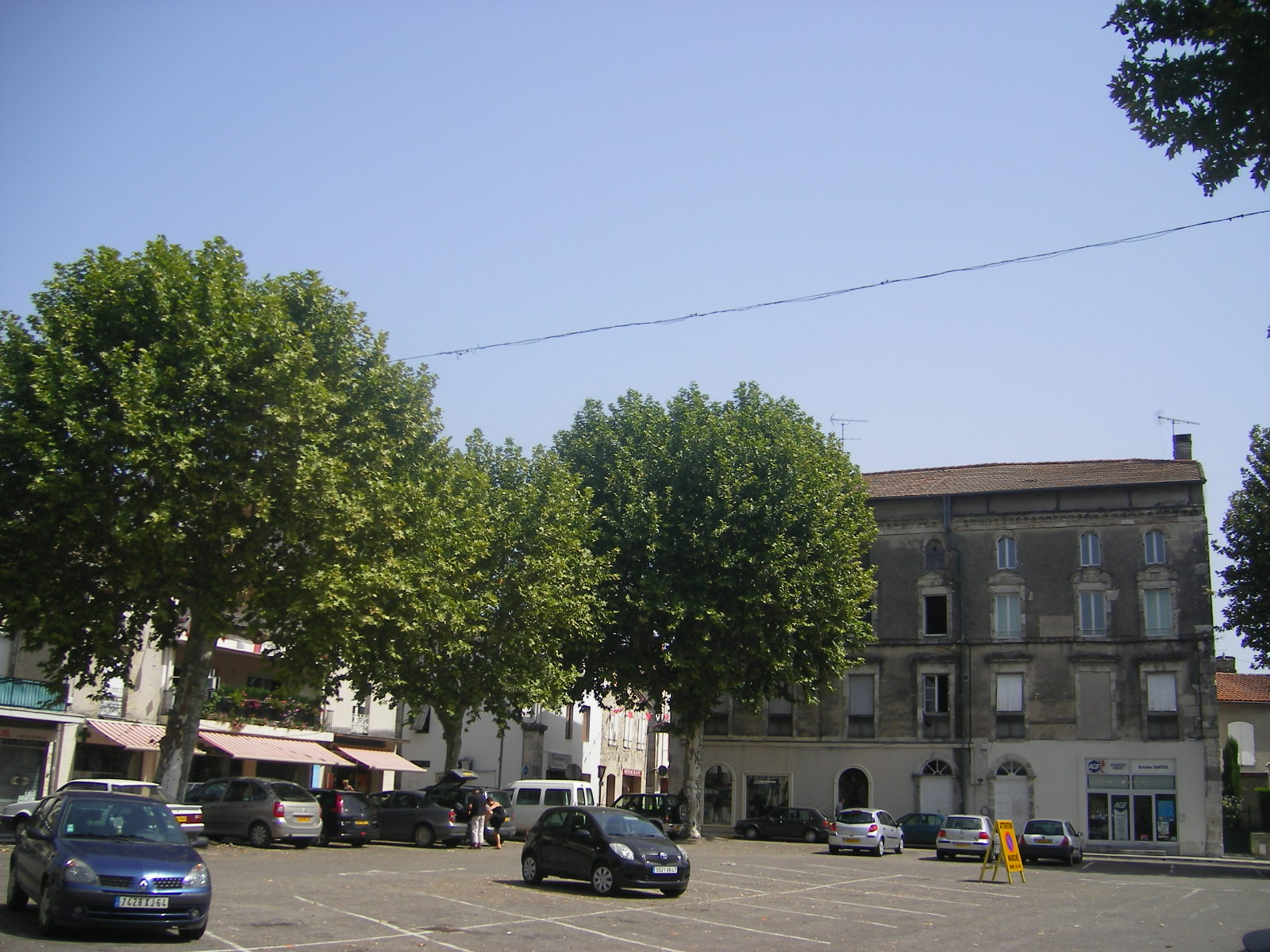
甘必大广场

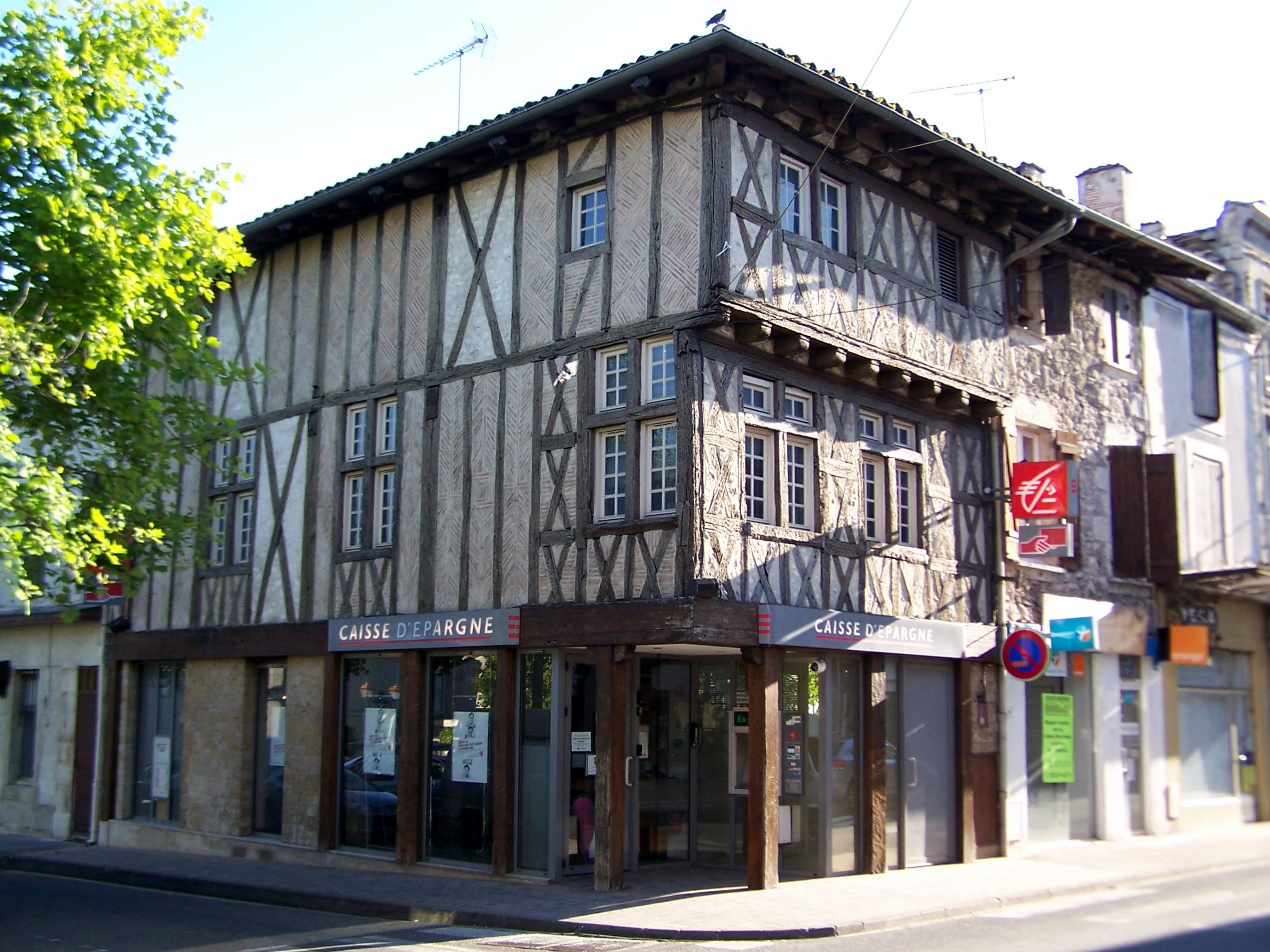
传统木质民居

### 教育
卡斯泰尔雅卢属于波尔多学区。截止2021年1月1日，卡斯泰尔雅卢境内共有1所幼儿园、2所小学和2所初级中学。2021至2022学年度，卡斯泰尔雅卢境内共有在校中等教育阶段学生466名。

### 医疗
截止2021年1月1日，卡斯泰尔雅卢境内共有全科医生5名、保健师12名、牙医6名、护士15名和助产士1名。境内共有药房2家。
卡斯泰尔雅卢中心医院（Centre Hospitalier de Casteljaloux）是法国的一个区域性医疗机构，其主病区位于卡斯泰尔雅卢市区，设有床位118个，是当地规模最大的公立综合性医院。

### 住房
2019年，卡斯泰尔雅卢境内共有各类住房3,080套，其中73.1%为独立式居民区，26.7%为集中式居民区。常住房屋占卡斯泰尔雅卢市镇范围内居民建筑总量的76.4%。
在住房保障政策方面，2021年，卡斯泰尔雅卢境内共有517户家庭获得了住房经济补助，受益人数占总人口数量的11.4%，其中503份为房租补助。

### 商业
2021年，卡斯泰尔雅卢境内共有各类实体商铺143家，其中餐厅19家、大型超市4家、杂货店1家、面包房5家、肉铺3家、书店2家、银行门店5家、美容美发店12家、汽车维修店11家。市区北部和西部分别建有Intermarché和E.Leclerc购物商场。

### 体育
2021年，卡斯泰尔雅卢境内共有2家游泳池、2间体育馆、1座综合体育场、4处网球场、1处马术场、1处足球或橄榄球场以及1处高尔夫球场。
卡斯泰尔雅卢体育联盟（Union Sportive Casteljaloux）是当地的一家橄榄球俱乐部，成立于1904年，其主队2022至2023赛季参加法国橄榄球联盟乙组联赛（法国第六级别），其主场为利拉克市政球场（Stade Municipal de Lirac）。
截至2023年2月，卡斯泰尔雅卢足球俱乐部（Football Club Casteljaloux，编号522240）是卡斯泰尔雅卢境内唯一的一家注册足球俱乐部，该队成立于1966年，其主队2022至2023赛季参加洛特-加龙足球联赛甲组（法国第九级别），其主场为利拉克球场（Stade de Lirac）。

### 环境
卡斯泰尔雅卢的环境事务由其所属的加斯科涅莱科托-朗德市镇公共社区联合各级政府协调负责。2021年，卡斯泰尔雅卢境内共有4家污染企业。

### 治安
2021年，卡斯泰尔雅卢市镇范围内有1处宪兵队。
卡斯泰尔雅卢及其附近的共123个市镇是马尔芒德国家宪兵队（zone gendarmerie de Marmande）的管辖范围。2020年，该宪兵队累计记录各类案件3,568起，其中盗窃类案件1,771起，经济类案件513起，毒品交易类案件139起。

## 文化

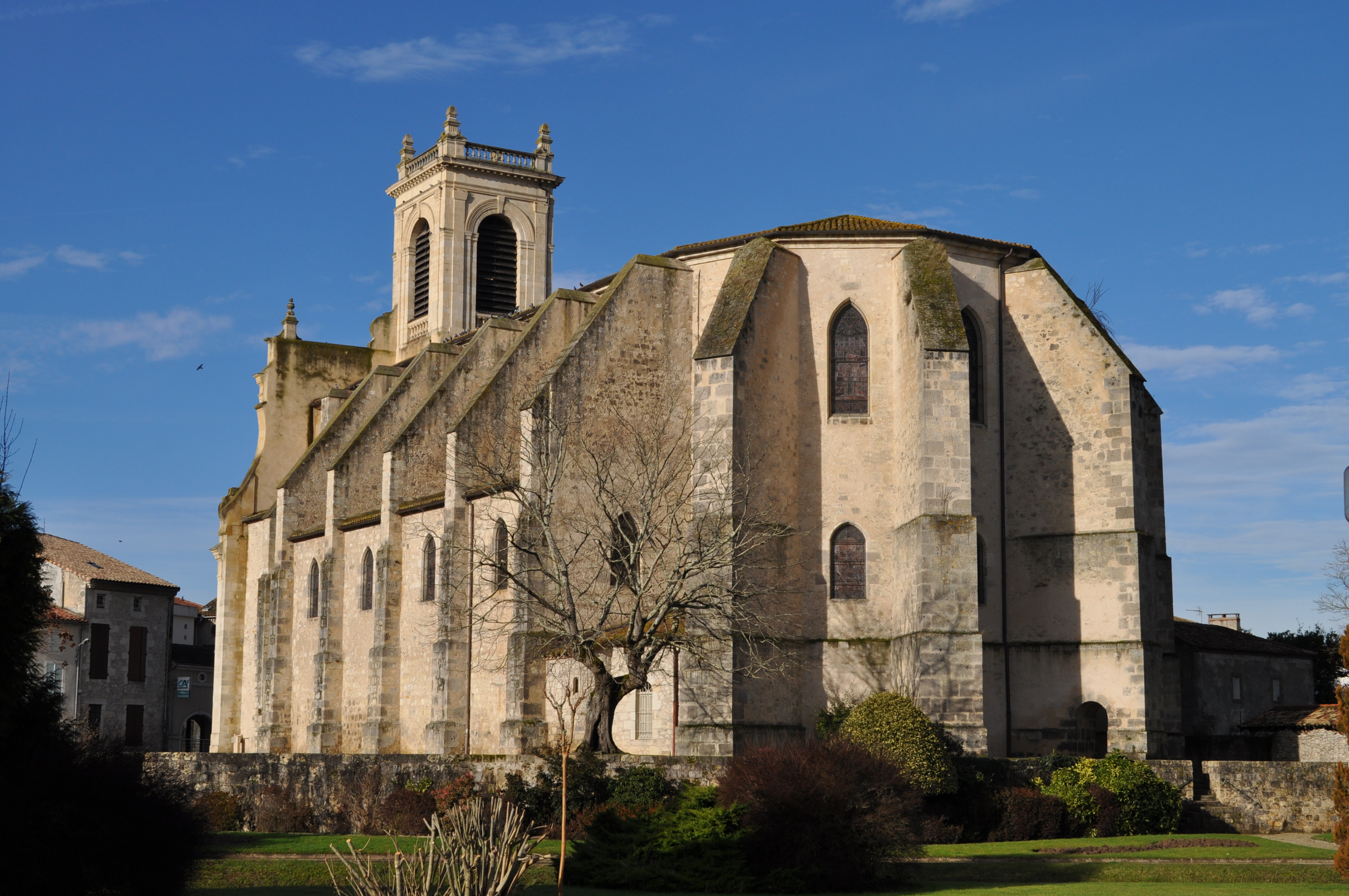
卡斯泰尔雅卢圣母升天教堂

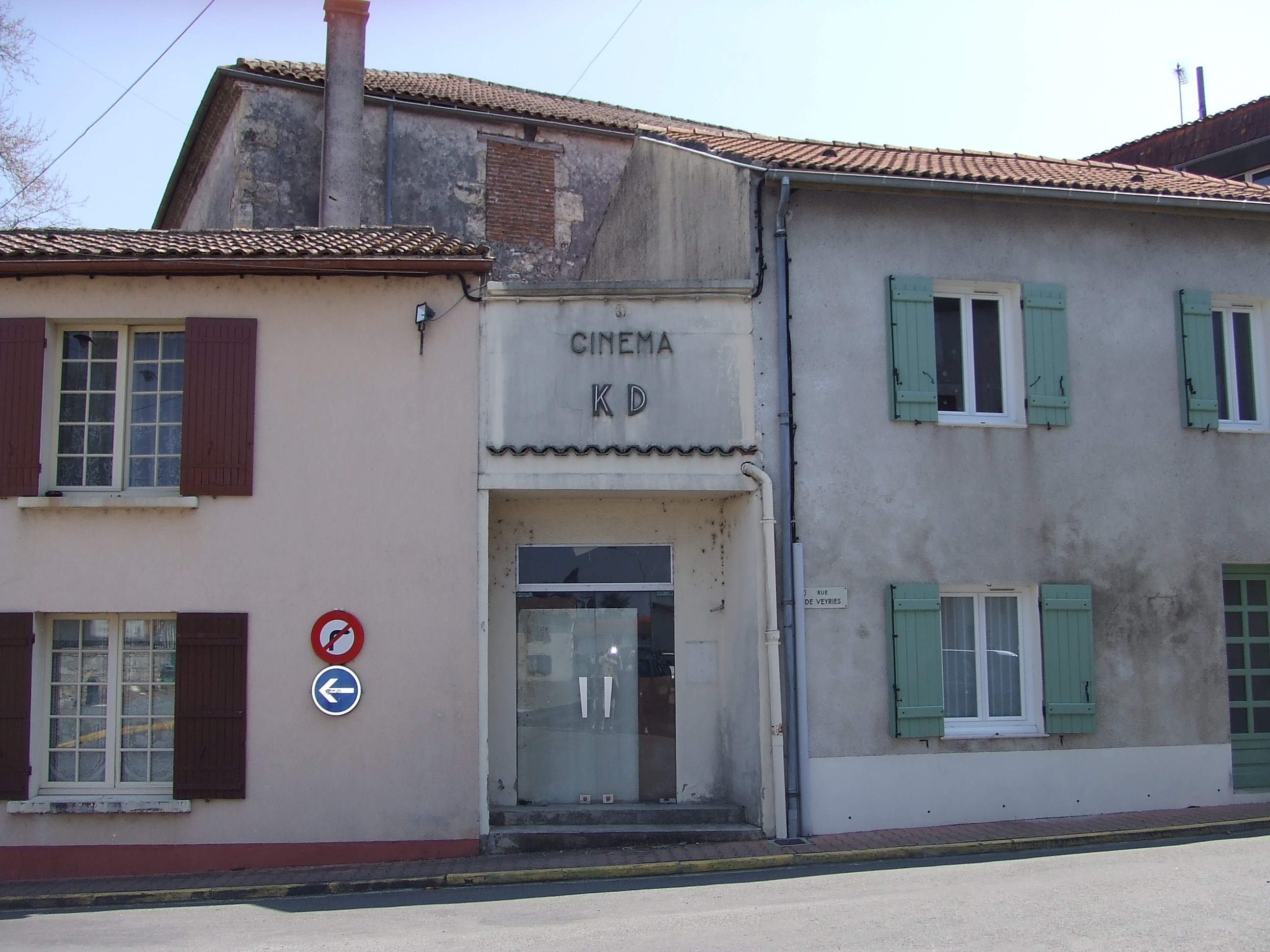
一处旧电影院

2021年，卡斯泰尔雅卢境内有1家电影院。卡斯泰尔雅卢建有市政图书馆，每周二、三、六向公众开放。

### 建筑
卡斯泰尔雅卢境内有多处历史建筑，其中圣母升天教堂、科德利埃教会等为法国国家文物保护单位。

### 旅游
卡斯泰尔雅卢的旅游事务由其所属的加斯科涅莱科托-朗德市镇公共社区负责。2022年，卡斯泰尔雅卢境内共有3家酒店共计62间房间；另有2个露营地，可容纳共97辆露营车。

### 媒体
法国主要的媒体均可在卡斯泰尔雅卢接收，法国电视三台下属的新阿基坦大区频道在部分时段播出卡斯泰尔雅卢所在洛特-加龙省的地方新闻。《西南报》、《阿基坦共和人报》、ARL广播等是当地主要的地方性媒体。

## 相关人物
法国将军若塞·德康特拉克和无政府主义者路易·马塔出生于卡斯泰尔雅卢。

## 友好城市
截至2023年2月，卡斯泰尔雅卢共与一座城市互为友好城市关系：
- 法國 屈奈姆